# Рилски манастир
Рилски манастир (буг. Рилски манастир) је највећи и најпознатији православни манастир у Бугарској. Налази се на југозападу Бугарске на планини Рила, 117 km јужно од главног града Софије, у дубокој долини Рилске реке, на надморској висини од 1,147 m.

## Историја
Традиционално се верује да је манастир основао пустињак Свети Јован Рилски (Иван Рилски), чије име манастир носи за време владавине бугарског цара Петра I (927 – 968). 
Јован Синаит - Рилски је живео од 930. године у пећини (прозвана - Св. Јована) недалеко од места садашњег манастира, док су његови ученици, који су дошли у планине да чују његово учење, касније озидали манастир. На месту те пећине, његови ученици су прво саградили капелу, која затим постала црквица посвећена Св. Луки. Тај мали простор међутим није био погодан за манастир, па је нађено доле погодно место за растуће братство, између два водотока, реке Риле и потока Друшљивице. Било је то у време бугарског цара Петра сина Симеунова, у 10. веку. Манастир је био скромно опремљен и животарио је, иако манастирски земљишни посед беше огроман и плодан. Монах Неофит Рилски назвао је предео око манастира "Велика рилска пустиња".
Не зна се зашто је манастир изнова подигнут, у време српске доминације тим простором. Наводно је то било због велике лавине која је уништила светињу. Рилски манастир је поново изградио на садашњем месту 1335. године, локални велможа Србин, протосеваст Хреља Охмућевић (познат из народних песама као Реља Крилатица или Реља од Пазара), један од војних заповедника цара Душана. Када је манастир посетио краљ Фердинанд, текст ктиторске спомен-плоче објавиле су бугарске новине "Слобода" 1889. године. Манастир је "благочестиви" Хреља подигао "сасвим": "сазида лепу цркву са два свода, и уз њу камену кулу као заштиту од разбојника." Ктитор се потом закалуђерио, и ту је обитавао и умро као монах, под именом Харитон. У манастиру се налази његова гробница као ктитора - монаха. То је било у доба распада средњовековне српске државе, која је овом облашћу владала кроз цео 14. век. Најстарије грађевине манастира датирају из тог периода – Хрељина кула - пирг (1334—1335) и мала црква до ње (1343). Епископски трон и богато изрезбарена врата манастира такође припадају том времену. Бугарски цар Шишман је 1379. године издао хрисовуљу манастиру, којом су утврђена сва права и привилегије које је он вековима одржавао. Међутим долазак Турака крајем 14. века, пратила су бројна харања и уништавања манастира средином 15. века. Када је 1395. године манастир био од стране Турака до темеља уништен и опљачкан, остали су цели, неоштећени само црква и четвороугаона кула. 
Манастир је запустео и прошло је више деценија, док нису путујући монаси ту застали и оправили га. Изграђен је зид око цркве и пирга, и обновљено лево крило конака. Захваљујући прилозима Руске православне цркве, тачније манастиру Русикон са Свете горе, Рилски манастир су поново изградила три брата из области Ћустендила, који су пренели и мошти Јована Рилског, из Трнова у манастир. То је урађено по заповести султана, Мехмеда другог Освајача, а заслугом удове Мурата другог, султаније Маре Бранковић, 1470. године. У једном крилу конака манастирског налазио се параклис Св. Саве српског. Манастир је оживео и постао стециште "Божијих угодника" и болних; место ходочашћа православних верника, са свих страна. У манастирском музеју су чувани између два светска рата, дарови призренског митрополита. Године 1555. митрополит Симеон је поклонио манастиру, плаштаницу и епитрахиљ. Наводно је била сачувана и једна свећа турског султана Мурата, која није запаљена од 14. века.
Рилски манастир се за време постојања обновљене Пећке патријаршије (1557-1766) налазио у Самоковској епархији. Према књизи "Панагерик" започетој 1479. године, међу посетиоцима светиње истичемо српске, пећке патријархе. Патријарх Арсеније Рашковић борави 16. октобра 1725. године и 1735. године "као архиепископ српски, бугарски и целог Илирикума", а потом и патријарх Калиник 1766. године. Затим се водила "борба" између две патријаршије око надлежности. Да би 1773. године манастир био издвојен, добио ставропигијални статус - потпадао под непосредну власт васељенског (Грчког) патријарха у Цариграду.
Како је манастир и даље био више пута похаран и пљачкан, подигнут је 1833. године, масивни високи зид око комплекса, тако да је више личио на тврђаву. По Константину Јиречеку, манастир са свим својим зградама, био је највећа грађевина на целом Балкану. Манастир је имао своје метохе у Нишу и Пироту.
За време бугарског националног препорода (18-19. век), уништила га је ватра 1833. године, па је поново обновљен између 1834. и 1862. уз помоћ богатих Бугара из читаве земље. Подизање конака почело је 1816, док је звоник постављен уз Хрељину кулу 1844. Манастирска братија је учинила и велику грешку (од речи "грех"): срушени су касније чини се непотребно, стара црква и пирг - задужбина Рељина, иако су вековима одолевали Турском гневу. У ствари само је извршена преправка Рељине куле, током које су унете измене. Можда су им засметали доминантни ликови српских владара у живопису цркве, и српски ктиторски натпис од украсних цигли, на јужној фасади пирга? Направљена је нова, велелепна манастирска црква са пет кубета, озидана белим и зеленкастим мермером, покривена оловом, и изнутра сјајно украшена. Али залуд, јер како пише признаје бугарски научник Иван Вазов: "из ње не веје дух старог времена". Рилски манастир је бугарски краљ Фердинанд Кобург прогласио за засебну општину, што јединствен случај у свету.
Године 1899. недалеко од манастира, на тешко приступачном месту, на висини званој Јеленин врх, налазиле су се две монашке испоснице пећине, на којима су подигнуте црквице и по неколико ћелија. У једној пећини (испосници Св. Луке, синовца Јовановог)је живео некад Св. Јован Рилски - бугарски светац, а у другој, наспрам ње Неофит Рилски. Св. Јован је био родом из села Скрина, оснивач је бугарског монаштва, ту је живео и упокојио се 946. године, као старац од 70 година.
Манастир је значајан за Србе, као стари српски просветитељски центар, и у њему је било много српских књига и рукописа. Када су бугарски студенти 1899. године истраживали поједине бугарске дијалекте у Рилском манастиру, пописали су све вредне рукописе у манастирској библиотеци. По списку који је објавио Б. Цанев у "Бугарском прегледу", више од половине њиховог броја (од 119) су били на српско-словенском језику. Бугарска рецензија је била заступљена са једном четвртином. 
Манастирски црквени живопис је такође занимљив по избору ликова - њиховим представама, и нешто говори. Живописани су српски, бугарски, руски светитељи у природној величини, затим "читав ред српских краљева и владика - а нема бугарских бугарских владара и владика". 
Још од оснивања, Рилски манастир су подржавали и поштовали бугарски владари. Скоро сви цареви Другог бугарског царства су давали велике поклоне све до турског освајања. Манастир је у 19. веку постао културни и духовни центар бугарске националне свести, а свој духовни врхунац је доживео између 12. и 14. века. Јеромонах Неофит је изузетно значајан за бугарску просвету и књижевност. Неуморно је радио на подизању народних школа са бугарским наставним језиком. Превео је Нови завет на бугарски језик, саставио бугарску граматику и склопио речник бугарског језика. Неофит Рилски основао је школу у Габрову 1835. године. Комплекс је служио као средиште бугарског језика и културе и у време стране владавине.

## Братство
- Хаџи Софроније јеромонах Рилског манастира; био је 1830. године пренумерант српске историјске књиге о Црној Гори, у Београду.[13]
- Пахомије монах; био је 1830. године претплатник једне српске књиге у Велесу. Следеће 1831. године он је јеромонах "Пречестнејши и Високоучени" манастира Светог Јована Рилског, претплатник српске биографске књиге у Велесу[14]
- Архимандрит рилски Неофит и калуђер Јоасаф штампали су 1837. године у Београду књигу са светитељевим житијем.[15]
- Никанор јеромонах; затражио је 1870. године да остане у Србији, у неком од манастира (напусти свој дотадашњи манастир и епархију).
- Филарет јеромонах и Григорије монах; примљени су на београдску Богословију 1865. године[16]

Манастирски комплекс је проглашен националним историјским спомеником 1976. а постао је део УНЕСКО-ве Светске баштине 1983. Од 1991. потпуно је под управом Светог синода Бугарске православне цркве.

## Комплекс
Читав комплекс заузима површину од 8,8 km² и правоугаоне је форме, која окружује централно унутрашње двориште (3,2 km²), где се налази Хрељова кула и главна црква.

### Главна црква
Главна црква манастира подигнута је средином 18. века. Њен архитект је Петар Иванович, који је на њој радио од 1834. до 1837. године. Црква има пет купола, три олтара и две капеле са стране, а најдрагоценија ствар у унутрашњем делу цркве је златом окован иконос, чувен по своме дуборезу, на коме је четири уметника из Самокова радило пет година. Испред иконостаса је скромни ковчег са моштима Св. Јована Рилског, које су ту нашле мир захваљујући султанији Мари Бранковић. На једним црквеним вратима насликана су четири грба: Србије (крст са четири оцила и круном), Бугарске, Босне и Македоније. Фреске, завршене 1846. године дело су многих мајстора из Банског, Самокова и Разлога, укључујући познату браћу Захарија и Димитра Зографа. У цркви има и мноштво вредних икона, које потичу од 14. до 19. века.

### Рељина кула
"Рељина кула" коју је подигао ради одбране манастира, српски властелин "протосеваст" Реља Охмучевић, господар земље "од Вардара до тврдог града Мелника", преживела је сва страдања манастира. Хреља храбри ратник и властелин савременик тада краља Душана је ту у манастиру и сахрањен као монах Харитон. То је четвороугаона кула, висока 25 m, са зидом од камена дебљине скоро два метра, завршена 1335. године. На петом спрату уређена је капела посвећена празнику Преображењу, у којој су се браниоци молили за спасење приликом опсада и напада. У подножју куле узидана је камена плоча са уклесаним ктиторским натписом: "Током владавине највишег господара краља Стефана Душана, господар протосеваст Хреља, великим трудом и трошковима, сагради ову кулу и посвети је Св. Јовану Рилском и Богородици Осеновици (Одигитрији), године 6843., пето изражавање /1334-1335/".

### Конак
Четвороспратни (не рачунајући приземље) конак има 300 соба, четири капеле, игуманов стан, кухињу (чувену по својим необично великим судовима), библиотеку, у којој се чува 250 манускрипта и 9.000 старих штампаних књига, и ктиторску собу. Спољашњост комплекса, са високим каменим зидовима и малим прозорима, више подсећа на тврђаву него на манастир. На трећем спрату налази се и сада параклис (капела) посвећена српским светитељима Св. Сави и Св. Симеону. Поред улазних врата у ту богомољу постављен је натпис: "Параклис 'Симеон и Сава Српски' изграђен 1834-1835. године у договору са српским монасима са Свете Горе, који су основали параклис 'Јована Рилског', живопис су урадили 1848. године самоковски мајстори."

### Манастирски музеј
Музеј Рилског манастира је посебно чувен по Рафаиловом крсту, дрвеном крсту направљеном од једног комада дрвета (81 х 43 cm). Истесао ка је калуђер Рафаил, користећи фине алате за резање и увеличавајуће стакло да би изгравирао 104 религиозна призора и 650 минијатурних фигура. Рад на овом ремек делу трајао је најмање 12 година, пре него што је завршен 1802, када је калуђер изгубио вид.